# Hartwig Hirschfeld
Hartwig Hirschfeld (hebräisch נַפְתָּלִי הַארְטְוִויג בֵּן אַהֲרֹן הִירְשְׁפֵלְד Naftali Hartwig ben Aharon Hirschfeld; geb. 18. Dezember 1854 in Thorn, Königreich Preußen; gest. 10. Januar 1934 in London, Vereinigtes Königreich) war ein in Preußen geborener britischer Orientalist, Semitist, Bibliothekar, Bibliograf und Pädagoge an einer Talmudhochschule. Er ist hauptsächlich bekannt für seine Ausgaben und mehrsprachigen Übersetzungen des Kusari von Jehuda Halevi und seine Studien über die Geniza von Kairo.

## Leben und Wirken
Hartwig Hirschfeld wurde in einer Rabbinerfamilie in Thorn als Sohn von Aron Hirschfeld, Rabbiner aus Dirschau, geboren. Sein Großvater mütterlicherseits war Rabbiner Salomon Plessner, sein Bruder Leo Jehuda Hirschfeld wurde ebenfalls Rabbiner. Nach dem Abitur am Mariengymnasium Posen studierte Hirschfeld orientalische Sprachen und Philosophie an der Universität Berlin und besuchte gleichzeitig Vorlesungen am Rabbinerseminar zu Berlin unter Esriel Hildesheimer. 1878 erhielt er an der Universität Straßburg die Promotion mit der Dissertation Jüdische Elemente im Korân: ein Beitrag zur Korânforschung, bei der er von Theodor Nöldeke betreut wurde. Nach einem Jahr obligatorischen Militärdienstes in der preußischen Armee wurde Hirschfeld 1882 ein Reisestipendium erteilt, das ihm ein Hebräisch- und Arabischstudium in Paris bei Joseph Derenbourg ermöglichte.
Nachdem er in Posen einige Jahre unterrichtet hatte, emigrierte er 1889 nach England, wo er am Montefiore College, einem Rabbinerseminar in Ramsgate, Biblische Exegese, semitische Sprachen und Philosophie unterrichtete. 1890 heiratete er Pauline Loewe (gest. 1920), mit der er einen jung verstorbenen Sohn und drei Töchter hatte. 1901 wurde er von einem leitenden Gremium der Universität Cambridge eingeladen, arabische Textfragmente zu prüfen. Im selben Jahr wurde er zum Bibliothekar und Professor am Jews' College, der heutigen London School of Jewish Studies, ernannt, und versah diese Stelle bis 1929. Gleichzeitig war er seit 1903 Dozent für semitische Epigraphik, seit 1904 Dozent für Altäthiopisch am University College London und erhielt dort 1924 eine Professur für Hebräisch.
Zu Hirschfelds Veröffentlichungen zählen unter anderem eine deutsche Übersetzung von Jehuda Halevis Kusari (1885), eine kritische Ausgabe des originalen judäo-arabischen Textes und dessen hebräischer Übersetzung durch Jehuda ibn Tibbon (1887), eine englische Übersetzung des Kusari (1905, Neuausgabe 1932), Beiträge zur Erklärung des Koran (1886), erweitert zu New Researches into the Composition and Exegesis of the Koran (1902), ein deutscher Kommentar zur hebräischen Übersetzung des „Buches der Definitionen“ von Isaak ben Salomon Israeli, ein Bibelkommentar des Karäers Yefet ben Ali aus dem 10. Jahrhundert zum Buch Nahum (1911), eine hebräische Grammatik (1913) und eine Literaturgeschichte hebräischer Grammatiker und Lexikographen (1926). Als Bibliograf verfasste Hirschfeld Beiträge für die Jewish Encyclopedia sowie einige Artikel über die arabischen Fragmente in der Kairoer Geniza, die 1903–1908 in The Jewish Quarterly Review veröffentlicht wurden.